# Notomicrus
Genre
Notomicrus est un genre de Coléoptère de la famille des Noteridae dont la diversité spécifique est principalement concentrée dans les Néotropiques. Il comporte les espèces parmi les plus petites des Hydradephaga avec des tailles comprises entre 1,0 et 1,6 mm.

## Liste d'espèces[3],[4]
- Notomicrus brevicornis Sharp, 1882
- Notomicrus chailliei Manuel, 2015
- Notomicrus femineus Manuel, 2015
- Notomicrus gracilipes Sharp, 1882
- Notomicrus huttoni Young, 1978
- Notomicrus josiahi Miller, 2013
- Notomicrus malkini Young, 1978
- Notomicrus nanulus (LeConte, 1863)
- Notomicrus reticulatus Zimmermann, 1921
- Notomicrus sabrouxi Manuel, 2015
- Notomicrus sharpi J.Balfour-Browne, 1939
- Notomicrus tenellus (Clark, 1863)
- Notomicrus traili Sharp, 1882

## References
1. ↑  (en) Stephen M. Baca et Andrew Edward Z. Short, « Review of the New World Notomicrus Sharp (Coleoptera, Noteridae) I: Circumscription of species groups and review of the josiahi group with description of a new species from Brazil », ZooKeys, vol. 1025,‎ 22 mars 2021, p. 177–201 (ISSN 1313-2970, PMID 33814949, PMCID PMC8007551, DOI 10.3897/zookeys.1025.60442, lire en ligne, consulté le 27 août 2022)
2. ↑  (en) Frank N. Young, « The New World species of the water-beetle genus Notomicrus (Noteridae) », Systematic Entomology, vol. 3, no 3,‎ juillet 1978, p. 285–293 (ISSN 0307-6970 et 1365-3113, DOI 10.1111/j.1365-3113.1978.tb00121.x, lire en ligne, consulté le 27 août 2022)
3. ↑  Nilsson, Anders N. (2006). “A World Catalogue of the Family Noteridae, or the Burrowing Water Beetles (Coleoptera, Adephaga).” University of Umea, Sweden. Retrieved on 10 May 2012.
4. ↑  Manuel, M. (2014). The genus Notomicrus in Guadeloupe, with description of three new species (Coleoptera: Noteridae). Zootaxa, 4018(4), 506-534. Preview (PDF)